# 許博文
強尼，原名許博文（1973年4月18日—），ViuTV男藝人，被封為「ViuTV一哥」，也是該台重點力捧的其中一位藝人，在其經理人公司MakerVille的男藝人中排名首位。他曾經在香港有線電視任職足球評述員及節目主持。

## 背景

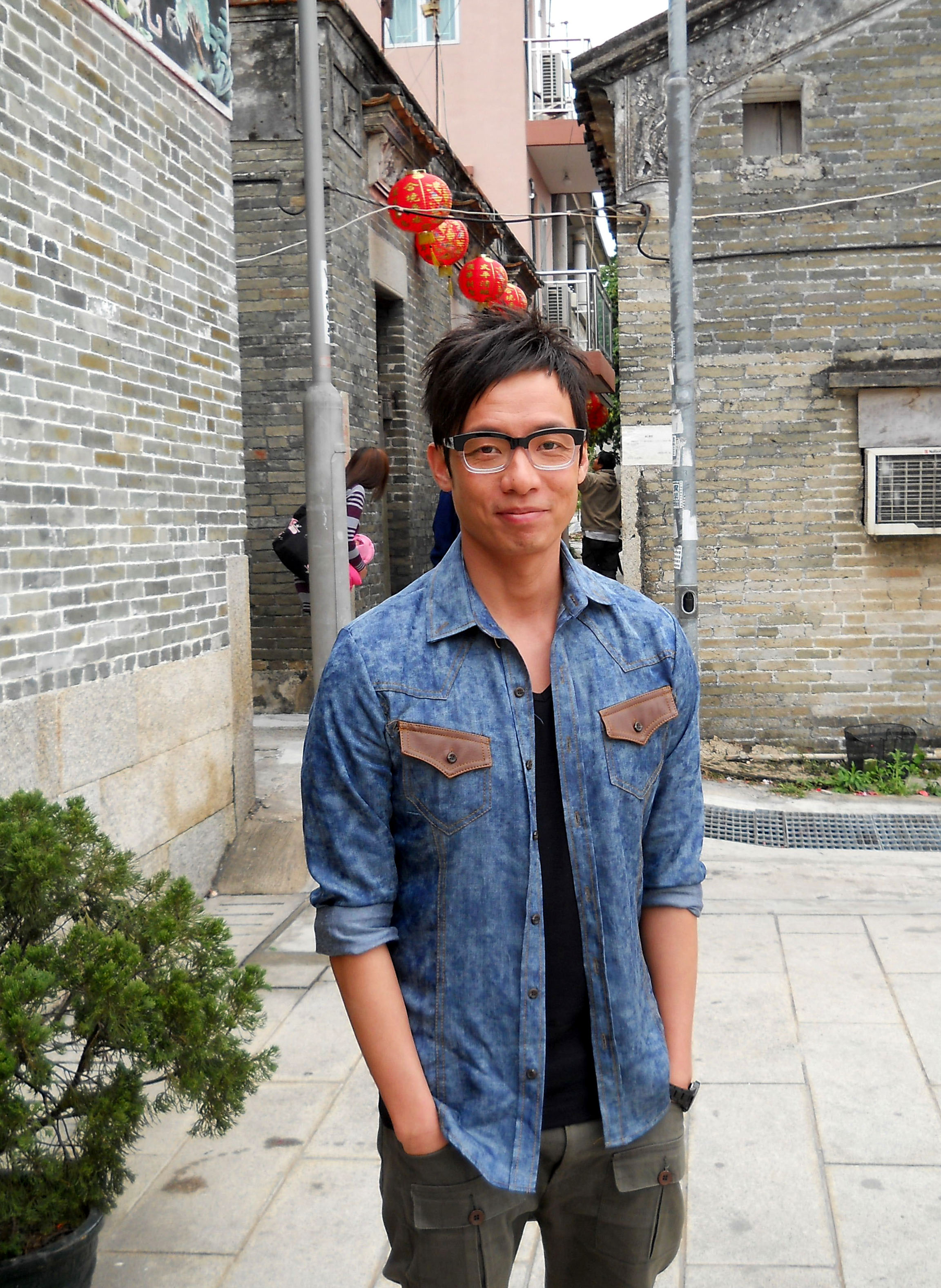
強尼（2011年）

強尼有一名胞弟，祖父在半島酒店任職。父親是前港甲流浪球員許祖賢，與郭家明、黎新祥同期出道。強尼早年在九龍佐敦吳松街一帶的唐樓成長，小時候於九龍公園參加青少年足球訓練班。他就讀瑞芳幼稚園、天主教伍華小學和天主教伍華中學（中一至中七），在校時成績中規中矩，曾參加小學講故事比賽、童軍活動以及中學戲劇與歌唱比賽。其後因未能入讀傳理系而選擇數理實用學科，入讀香港城市大學工程系，是學校足球隊主力，場上司職清道夫，於「大專盃」經常與馮嘉奇及冼家裕等甲組球員對陣。畢業後投身工程界發展，初時加入保華建築，任職四年。
經歴10年努力強尼成為公司中層要員，認為有經濟基礎及工作經驗支持自己外闖。剛巧強尼於2004年12月觀看有線電視球彩台時，節目中一名主持表示將會離職返回澳洲升學，需要招聘新主持頂替，於是強尼致函應徵，最後他獲聘，於2005年初加入有線電視球彩台成為節目主持。初時強尼只是每月工作四天的兼職員工，其後他在電視台的兼職工作量有所增加，發覺難以兼顧工程師工作，而強尼亦想專心向體育評述方面發展，於是在球彩台工作一年後，決定放棄工程師的高薪厚祿，擔任全職足球節目主持。
強尼當上全職足球節目主持後，曾主動向上司爭取主持《2008有線奧運》，及後於2010年暑假期間轉任足球台足球評述員。2009年獲派遠赴南非採訪洲際國家盃。2010年在世界盃前夕與鍾國雄及龍華琛得到火火指導，在九龍灣國際展貿中心舉行棟篤笑《足球大龍鳳》。除評述球賽外，他尚有主持《開心看足球》、《足球達人》及《歐聯開Show》。
由於有修讀土木工程及任職十年建築工作的經驗，強尼獲安排在有線電視娛樂台擔任《夢幻建築社》及《空間大改造》系列的節目主持，並曾演出《我要結婚》、《呢份咩野工》等節目。2013年至2014年間，基於高層變動而使其工作量減少，一度重回建築界。2016年約滿有線電視，加入FOX體育台擔任足球評述員，並得到韋家輝胞妹兼《晚吹 總有一隻係左近》監製韋家華邀請於ViuTV出任藝員及節目主持，因當時未約滿，故此未能參與主持《晚吹 總有一隻係左近》。未幾由韋氏推介主持《對不起 標籤你》，再獲ViuTV製作部副總裁金廣誠賞識，簽約成為ViuTV部頭合約主持。2020年，於ViuTV音樂節目《Chill Club》演唱〈越吻越傷心〉，獲網民讚揚達專業級數。2021年，強尼憑主演的ViuTV劇集《暖男爸爸》獲得《第5屆觀眾在民間電視大奬》「民選最佳男配角」最後5強，惜以17票之差（0.1%）敗給憑《男排女將》獲提名的盧瀚霆而屈居亞軍，但同時憑《全民造星III》以大熱門姿態奪得「民選最佳主持」。強尼之所以會演出電視劇，出於他向魯庭暉、金廣誠等高層主動提出，由是於2017年轉簽電視台藝人合約至今。

## 個人生活
強尼於2000年與建築公司同事結婚，現時育有一子。

## 演出作品

### 綜藝節目（主持／演出）

#### 有線電視
| 年分   | 節目           |
| ------ | -------------- |
| 2010年 | 《足球大龍鳳》 |
| 2010年 | 《開心看足球》 |
| 2010年 | 《夢幻建築社》 |
| 2010年 | 《空間大改造》 |
| 2011年 | 《型男廚房》   |

#### ViuTV
| 年分   | 節目                            |
| ------ | ------------------------------- |
| 2016年 | 《對不起 標籤你》               |
| 2017年 | 《晚吹-總有一件喺左近》         |
| 2017年 | 《精裝送禮仔》                  |
| 2017年 | 《譚校長·談欣賞》               |
| 2017年 | 《全職媽媽放大假》（旁白）      |
| 2017年 | 《歌度有⋯》                     |
| 2017年 | 《磚·家》                       |
| 2017年 | 《真PK Trip》（旁白）           |
| 2017年 | 《熟女在野》                    |
| 2018年 | 《Good Night Show全民星戰》     |
| 2018年 | 《Good Night Show全民造星》     |
| 2019年 | 《我食飯你埋單》                |
| 2019年 | 《對不起 標籤你 II》            |
| 2019年 | 《全民造星II》                  |
| 2019年 | 《磚·家 2》                     |
| 2019年 | 《香港親善小姐》（旁白）        |
| 2020年 | 《今日疫情》                    |
| 2020年 | 《Chill Club》（第21集）        |
| 2020年 | 《點相 III 先機算》（現場觀眾） |
| 2020年 | 《晚吹-有酒今晚吹》             |
| 2020年 | 《萬遊攻略》                    |
| 2020年 | 《今晚趁熱食》                  |
| 2020年 | 《全民造星III》                 |
| 2021年 | 《晚吹-有酒今晚吹》             |
| 2021年 | 《囝囝女女730》                 |
| 2021年 | 《ViuTV 5周年：繼續向前》       |
| 2021年 | 《最後一屆口罩小姐選舉總決賽》  |
| 2021年 | 《學神出沒注意》                |
| 2021年 | 《克服他她它》（嘉賓）          |
| 2021年 | 《是滴是友》（嘉賓）            |
| 2021年 | 《造美人》                      |
| 2021年 | 《造美人總決賽》                |
| 2021年 | 《海陸勁技場》                  |
| 2021年 | 《全民造星IV》                  |
| 2021年 | 《ViuTV 2022》                  |
| 2022年 | 《Chill Club》（第122集）       |
| 2022年 | 《今日疫情》（第二季）          |
| 2022年 | 《運動勇者塔》                  |
| 2022年 | 《戀愛Staycation》              |
| 2022年 | 《酒訴BAR》                     |
| 2022年 | 《晚吹—有酒今晚吹》             |
| 2022年 | 《90分鐘狂熱倒數》              |
| 2023年 | 《我想身體健康》                |

### 電視劇

#### ViuTV
| 年分   | 劇名                         | 角色       |
| ------ | ---------------------------- | ---------- |
| 2018年 | 《已讀不回》                 | 胡德英     |
| 2018年 | 《港人愛 ‧ 講仁愛》          |            |
| 2019年 | 《婚內情》                   | 陳可才     |
| 2019年 | 《娛樂風雲》                 | Howard     |
| 2019年 | 《假設性無罪》               | 羅健齊     |
| 2020年 | 《黑市》（單元：〈正能量〉） |            |
| 2020年 | 《地產仔》                   | 小二       |
| 2020年 | 《暖男爸爸》                 | Lantau     |
| 2021年 | 《太平纹身店》               | 警察       |
| 2022年 | 《反起跑線聯盟》             | 陳耀華     |
| 2022年 | 《季前賽》                   | 潘SIR      |
| 2023年 | 《和解在後》                 | 羅錦華     |
| 2023年 | 《極度俏郎君》               | Johnny牧師 |
| 2024年 | 《反起跑線聯盟2》            | 陳耀華     |
| 2024年 | 《十七年命運週期》           | 陳迪加父親 |
| 2024年 | 《出租大叔》                 | 林木森     |
| 2025年 | 《弊傢伙！我要去祓魔》       | 毛無邪     |
| 2025年 | 《三命》                     | 秋遠       |

#### 其他
| 年分   | 頻道     | 劇名                                   | 角色 |
| ------ | -------- | -------------------------------------- | ---- |
| 2020年 | 香港電台 | 《浮城絮語》（單元：〈仲夏一個週末〉） |      |

### 電影
| 年分   | 片名         | 角色                       |
| ------ | ------------ | -------------------------- |
| 2014年 | 《點對點》   | 雪聰朋友                   |
| 2018年 | 《起底組》   |                            |
| 2021年 | 《不日成婚》 |                            |
| 2021年 | 《二次人生》 |                            |
| 2021年 | 《怒火》     | 控方律師                   |
| 2021年 | 《智齒》     | 車房技工                   |
| 2022年 | 《心裏美》   | Donald金（外國大學教職員） |
| 2023年 | 《12日》     | Steven                     |

### 舞台劇 / 音樂劇
| 上演年份（日期）       | 劇名               | 角色   | 創作單位                 |
| ---------------------- | ------------------ | ------ | ------------------------ |
| 2022年8月26日至9月13日 | 《二人餐》         | 廚師   | 三角關係劇團             |
| 2023年                 | 《大象的告別式》   |        | 爆炸戲棚、下雨天不吃蘋果 |
| 2025年                 | 《我們的青春日誌》 | 高立仁 | 爆炸戲棚                 |

### 電台節目
- 2013年至2016年：新城知訊台《新香蕉俱樂部》
- 2016年至2017年：D100《香蕉俱樂部》

### 配音
- 2016年：電影《美人魚》（角色：廖先生）

### 音樂錄像
- 2020年：J.Arie - 《陰陽道具》

## 得獎與提名

### 觀眾在民間電視大奬
| 年份   | 領獎典禮                | 獎項           | 片名            | 角色       | 結果 |
| ------ | ----------------------- | -------------- | --------------- | ---------- | ---- |
| 2021年 | 第5屆觀眾在民間電視大奬 | 民選最佳男配角 | 《暖男爸爸》    | 《Lantau》 | 提名 |
| 2021年 | 第5屆觀眾在民間電視大奬 | 民選最佳主持   | 《全民造星III》 | 節目主持   | 獲獎 |

## 外部連結
- 許博文的Facebook專頁
- 足球版圖：我都識踢波 （页面存档备份，存于）
- 許博文在香港影庫上的簡介